# Karmin (zespół muzyczny)
Karmin – amerykański duet wykonujący muzykę z pogranicza takich gatunków jak pop, R&B czy hip hop. Zespół tworzy małżeństwo: Amy Heidemann (ur. 29 kwietnia 1986) i Nick Noonan (ur. 27 kwietnia 1986). Popularność zyskali dzięki coverom takich utworów jak „Look At Me Now” Chrisa Browna czy „Someone Like You” Adele, oraz autorskiemu utworowi „Take It Away”, który został użyty jako piosenka finałów NBA 2011.
Heidemann i Noonan poznali się w Berklee College of Music. W maju 2010, ukazał się ich pierwszy minialbum Inside Out. Duet zdobył ogromną popularność w internecie głównie dzięki serwisowi reddit. Cover „Look at Me Now” został też umieszczony na blogu Ryana Seacresta. Karmin cieszy się też niesłabnącą popularnością w serwisie Youtube, gdzie przesłane nagrania zanotowały w sumie ponad 140 milionów odsłon. Zespół zdecydował się później na gest w stronę reddit umieszczając maskotkę serwisu w nagraniu coveru „6 Foot 7 Foot”. Rozgorzały spekulacje na temat wytwórni z którą zwiąże się Karmin. 2 czerwca 2011, duet ogłosił, że związał się z wytwórnią muzyczną. Choć zespół nie potwierdził jeszcze oficjalnie tej informacji, z licznych doniesień wynika, że wytwórnią, z którą 'Karmin' podpisał kontrakt jest Epic Records. Na swojej oficjalnej stronie internetowej, Amy i Nick zapytali fanów, co chcieliby usłyszeć na nowej płycie. Ponad 50% odpowiedziało, że na nowym albumie najchętniej usłyszeliby rap.
W 2013 roku zespół wyruszył w letnią trasę koncertową z Jonas Brothers jako ich support.

## EP
- Inside Out (2010)

1. „Let It Go"
2. „Inside Out"
3. „Let's Get Lost"
4. „Little Bit Crazy"

- The Winslow Sessions (2011)

1. „Everything is Right"
2. „Remembered"
3. „Carbon Copy"
4. „Gold"
5. „Take It Away"
6. „I Suppose” (na żywo)
7. „You Can Tell Me” (na żywo)

- Hello (2012)

## Dyskografia
- 2012: Pulses
- 2015: Leo Rising

## Nazwa
Nazwa zespołu pochodzi od łacińskiego słowa „carmen” które oznacza „piosenka”. Pisownia jest jednak zmieniona tak, aby nazwa kojarzyła się też ze słowem „karma”.